# Abel Smith (1748-1779)
Pour les articles homonymes, voir Abel Smith.
Abel Smith III (29 juin 1748 - 22 janvier 1779) de Wilford House dans la paroisse de Wilford, près de Nottingham, en Angleterre, est un banquier et homme politique britannique qui siège brièvement à la Chambre des communes de 1778 à 1779 .

## Origines
Smith est le deuxième des six fils d'Abel Smith II (1717-1788), un banquier de Nottingham qui, à la suite de son père Abel Smith I (1686-1756)  continue à développer l'entreprise dans ce qui est à la fin de siècle l'une des plus grandes banques privées d'Angleterre. Abel Smith I (le fils de Thomas Smith (1631-1699) de Nottingham qui fonde la banque Smith) s'est contenté d'utiliser une partie de sa fortune pour intervenir dans les élections d'autrui.
Son frère cadet est Robert Smith (1er baron Carrington), qui le suit en tant que député de Nottingham, et reprend l'entreprise à la mort de son père et en 1796, il est élevé à la pairie. Trois des autres frères cadets d'Abel Smith III deviennent également députés.

## Carrière
Son père Abel Smith II entre au Parlement pour un arrondissement de poche en 1774 et par la suite pour deux autres, en Cornouailles. Quatre ans plus tard, en octobre 1778, le jeune Abel Smith III peut compter sur la réputation de la famille dans sa ville natale pour se faire élire député de Nottingham ; cependant, il meurt seulement trois mois plus tard.

## Mariage et descendance
Il épouse Elizabeth Uppleby, une fille de Charles Uppleby de Wootton, dont il a une fille :
- Mary Smith (d.1861), épouse de John Sargent de Carlton Hall, Lindrick, Nottinghamshire.